# Rose State College
Rose State College är ett delstatligt ägt community college i Midwest City i Oklahoma som grundades 1970. Det nuvarande namnet togs i bruk 1983. Det ursprungliga namnet var Mid-Del Junior College som ändrades till Oscar Rose Junior College efter utbildningsdirektören Oscar Rose.